# Szarvasbogárfélék
A szarvasbogárfélék (Lucanidae) a rovarok (Insecta) osztályának bogarak (Coleoptera) rendjében a mindenevő bogarak (Polyphaga) alrendjének egyik családja.

## Előfordulásuk
Kozmopolita család mintegy 1200 fajjal – közülük a legtöbb Délkelet-Ázsiában él, míg Afrikában viszonylag kevés faj honos. Magyarországon hat fajuk fordul elő; köztük hazánk legnagyobb bogara, a nagy szarvasbogár (Lucanus cervus).

## Megjelenésük, felépítésük
Többnyire nagyobb testű, látványos bogarak: némely fajuk 12 centiméternél is nagyobb, de az átlagos méretük 5 centiméter körüli. Bár sok fajnál a hímek felső állkapcsa megnyúlva agancsszerű képletté alakult, ez nem általános a családon belül (a magyarországi fajok közül egyedül a nagy szarvasbogár esetén figyelhető ez meg). A nőstények felső állkapcsa kicsiny, kevéssé áll előre. A nagyobb felső állkapcsoknak megfelelően a hímek feje és előtora is nagyobb. A felső ajak rendesen apró és elenyésző, az alsó állkapocs és az alsó ajak karéja növényi nedvek felszürcsöléséhez alkalmazkodva ecsetszerűen szőrös. A csáp térdes, tőíze hosszú, bunkója fésűszerű, mert lemezei egymástól külön állnak: ez az a sajátosság, amely a szarvasbogarakat a rokon családoktól elkülöníti. Szárnyfedőik teljesen fedik a potrohot; a harántos elülső csípők érintkeznek, a karcsú lábak lábfeje ötízes.
Némely trópusi faj egészen nagyra nő, mint például a Jáva szigetén honos Eurytrachelus bucephalus.
A legtöbb szarvasbogár szárnyfedele barnásfekete, legfeljebb némi sárga díszítéssel, de az Ausztráliában és Dél-Amerikában honos Chiasognathini nemzetség képviselői fémfényű színeikkel tűnnek ki. A Chilében honos, csodás színű Chiasognathus granti Steph. vékony felső állkapcsa erősen meghosszabbodott. Az ausztráliai Lamprima nem fajai olyan színpompásak, mint a fémfényű díszbogarak.

## Életmódjuk
A hímek megnagyobbodott rágójának a szexuális versengésben van szerepe.
Lárváik korhadó fákban vagy puha földben élnek, fejlődésük jellemzően több évig (akár 3-5) tart. Az imágók fák kifolyó nedveit nyalogatják vagy egyáltalán nem táplálkoznak.

## Rendszerezés
A családba az alábbi alcsaládok tartoznak:
- Aesalinae (MacLeay, 1819)
- Lampriminae (MacLeay, 1819)
- Lucaninae (Latreille, 1804)
- Penichrolucaninae (Arrow, 1950)
- Syndesinae (MacLeay, 1819)

## Magyarországon előforduló fajok
Magyarország területén 6 szarvasbogár él, ezek mindegyike védett:
- Szőrös szarvasbogár (Aesalus scarabaeoides) (Panzer, 1794): Magyarországon védett, természetvédelmi értéke 5 000 Ft,
- Nagy szarvasbogár (Lucanus cervus) (Linnaeus, 1758): Magyarországon védett, természetvédelmi értéke 10 000 Ft,
- Kis szarvasbogár (Dorcus parallelipipedus) (Linnaeus, 1758): Magyarországon védett, természetvédelmi értéke 5 000 Ft,
- Kis fémesszarvasbogár (Platycerus caraboides) (Linnaeus, 1758): Magyarországon védett, természetvédelmi értéke 5 000 Ft,
- Nagy fémesszarvasbogár (Platycerus caprea) (De Geer, 1774): Magyarországon védett, természetvédelmi értéke 5 000 Ft,
- Tülkös szarvasbogár (Sinodendron cylindricum) Linnaeus, 1758: Magyarországon védett, természetvédelmi értéke 10 000 Ft.

## Képek

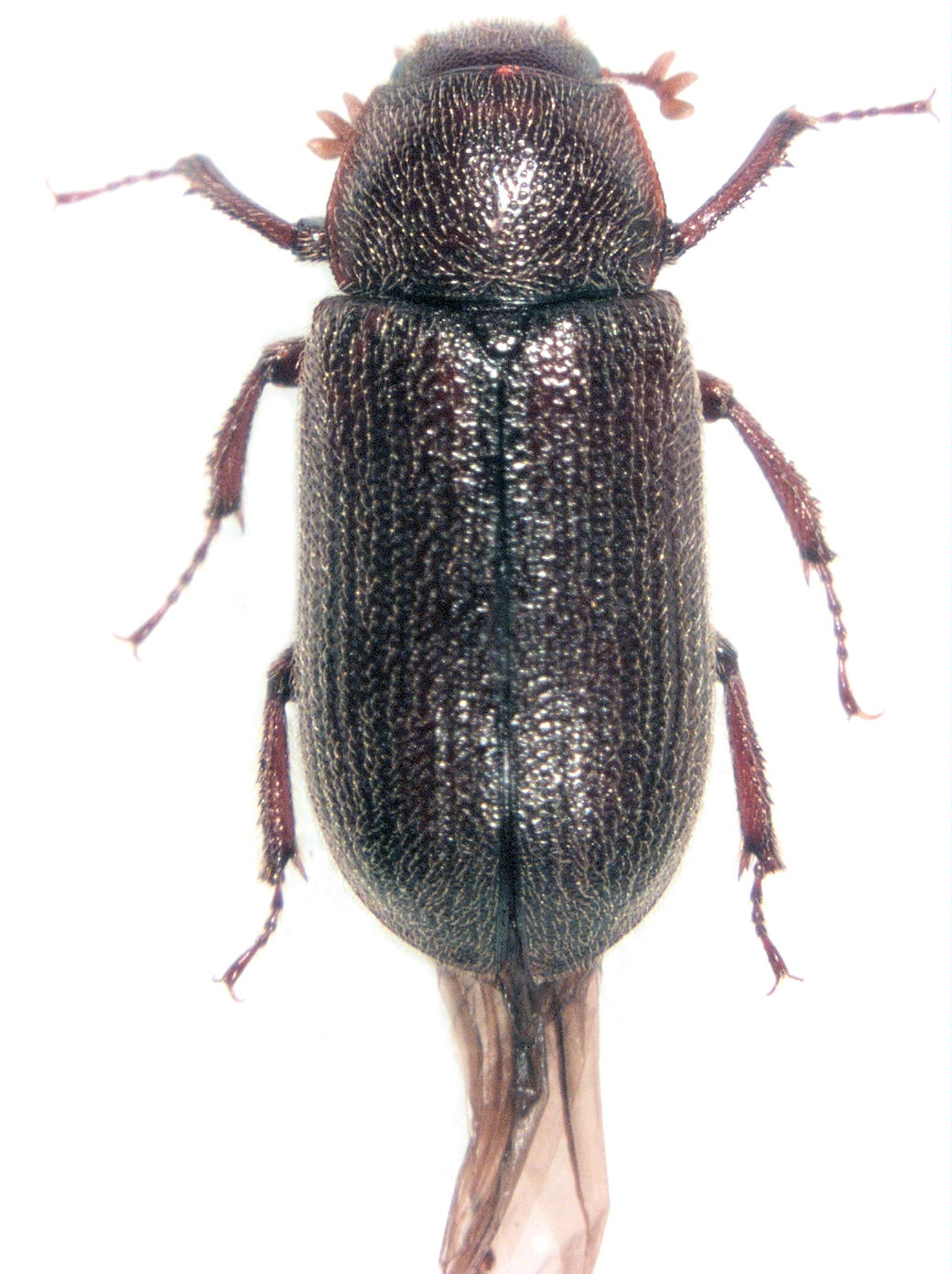
Holloceratognathus cylindricus (Aesalinae)
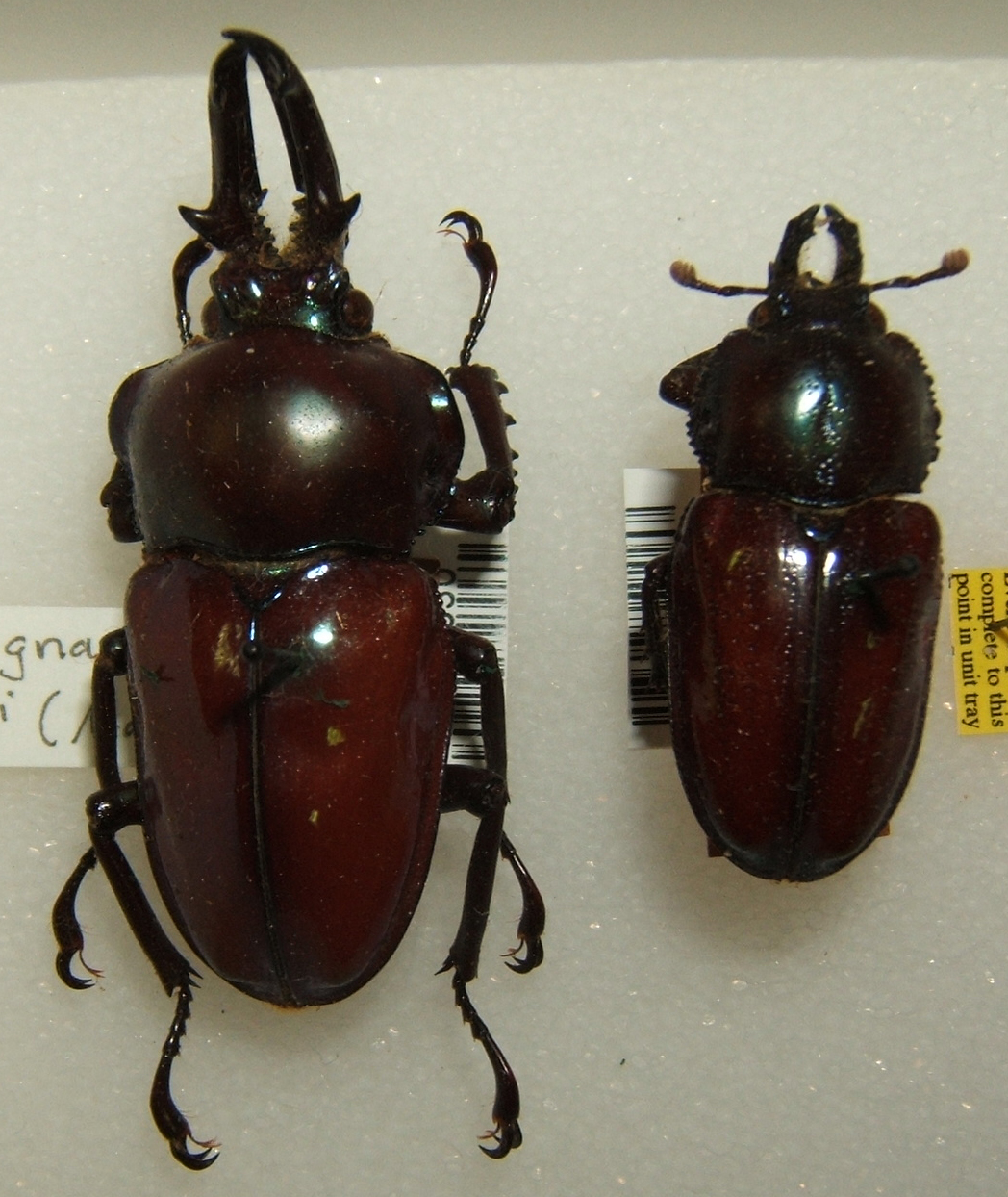
Phalacrognathus muelleri (Lampriminae)
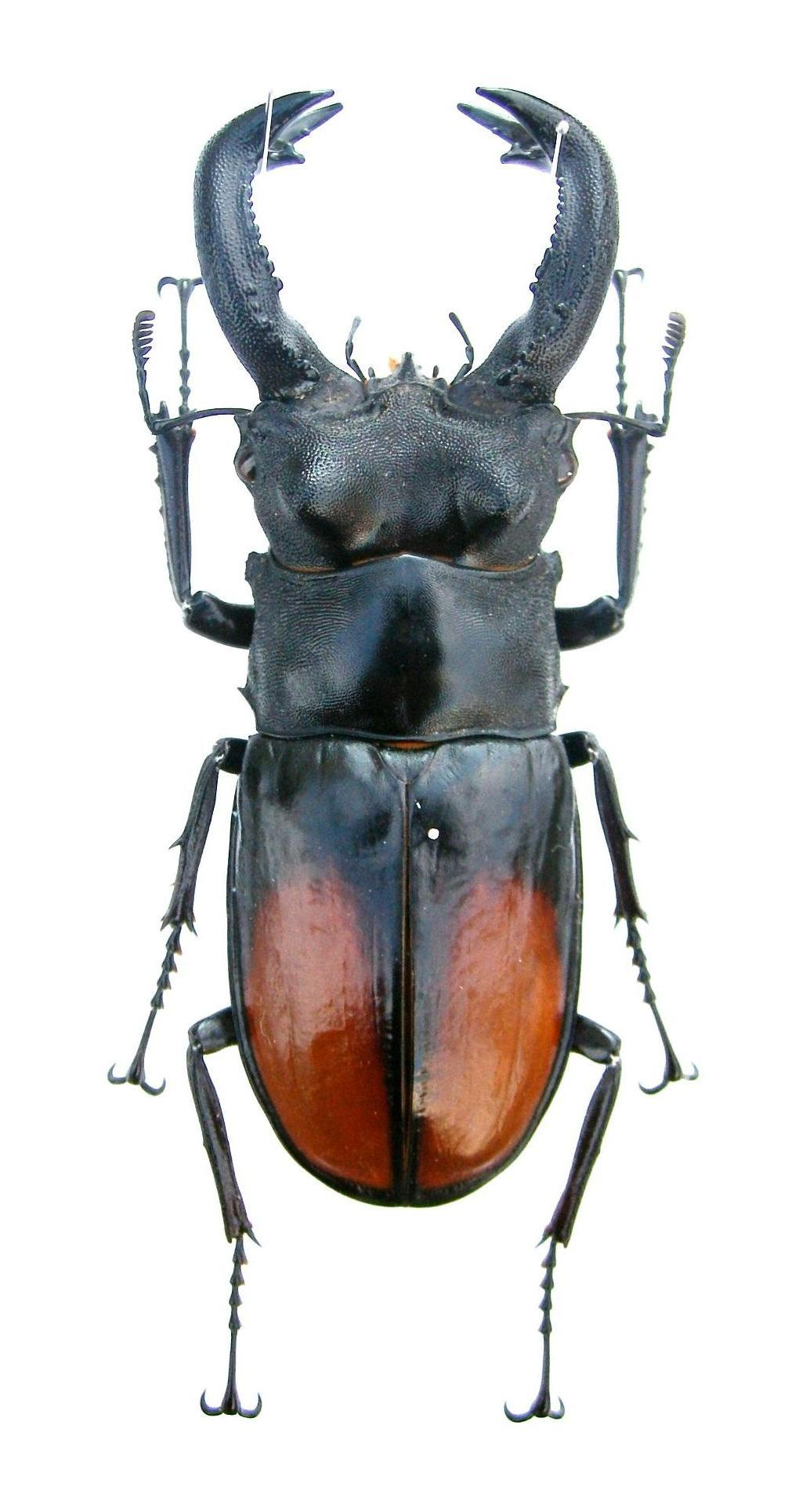
Hexarthrius paradoxus paradoxus (Lucaninae)

### Fordítás
- Ez a szócikk részben vagy egészben  a   Hjortebiller című norvég Wikipédia-szócikk fordításán alapul.  Az eredeti cikk szerkesztőit annak laptörténete sorolja fel. Ez a jelzés csupán a megfogalmazás eredetét és a szerzői jogokat jelzi, nem szolgál a cikkben szereplő információk forrásmegjelöléseként.